# Godzillius robustus
Godzillius robustus is een ladderkreeftensoort uit de familie van de Godzilliidae. De wetenschappelijke naam van de soort is voor het eerst geldig gepubliceerd in 1986 door Schram, Yager, Emerson.